# 陂坊
陂坊（英語：Pei Square）是香港新界荃灣獨有的一種公共空間形態。荃灣共有四個陂坊，分別為：
- 大陂坊（英語：Tai Pei Square），入口位於沙咀道以北的川龍街；
- 二陂坊（英語：Yi Pei Square），入口位於沙咀道以南的川龍街；
- 三陂坊（英語：Sam Pei Square），入口位於沙咀道以南的鹹田街；與
- 四陂坊（英語：Sze Pei Square），入口位於沙咀道以北的眾安街與德海街。

荃灣的陂坊一說源於唐朝的長安城中以圍牆圍繞的城市，其四面被建築包圍，部分陂坊設有遊樂場。陂坊因黑社會活動而被外界普遍認為屬「九反之地」，2019年活躍的勇武派組織「屠龍小隊」亦因黑社會在陂坊的活動而催生。

## 名稱與起源
「陂坊」的「陂」字在广州话與「卑」字同音，指池塘、水邊、山坡或斜坡，荃灣的陂坊的英文名稱亦據此將「陂」字按廣州話讀音轉寫為。荃灣的陂坊一說源於唐朝的長安城中以圍牆圍繞的城市。

## 概述
荃灣共有四個陂坊，分別為大陂坊、二陂坊、三陂坊與四陂坊，是荃灣市中心內的幾個狹長綠化行人專用空間。大陂坊與二陂坊的入口位於川龍街，三陂坊的入口位於鹹田街，而四陂坊則在眾安街與德海街均設入口。除大陂坊的入口處附近設一停車場外，四個陂坊的所有部分均不容許車輛通行。由於陂坊當初的規劃暢達性不足，陂坊四面被建築包圍，由上方俯瞰時有如中國建築的天井，由此形成了香港罕見的都市規劃格局，荃灣區議會委聘的顧問在其報告中更直接稱陂坊與鱟地坊是荃灣市中心最大的特色且為荃灣所獨有。荃新天地一期商場的設計中包含了類似陂坊的地面廣場格局。
大陂坊、二陂坊與三陂坊均各設一遊樂場，各遊樂場設有兒童遊樂設施、球場、座椅等。荃灣區議會委聘的顧問曾在其報告中建議活化陂坊，改善大陂坊及二陂坊的環境，廣種樹木、加入特色座椅及流水設計，以增加陂坊的特色，並使陂坊成為荃灣區的獨特品牌。信言設計大使在2018年將二陂坊遊樂場列入其設計項目「未·共研社」《眾·樂樂園》中，並對二陂坊遊樂場作翻新，以將之重新打造成兒童遊樂空間，其間一直以圍板圍封進行內部改建。二陂坊遊樂場在2021年4月15日重新開放，並搖身一變成為色彩鮮艷的兒童天地。

## 相關
陂坊因黑社會活動而被外界普遍認為屬「九反之地」。2019年8月5日香港三罷行動當晚，有一名約18歲的年輕示威者被活躍於大陂坊與二陂坊一帶的黑社會成員以刀斬至「皮開肉綻」（下稱「白衣人施襲事件」）。此外，二陂坊的兩所麻雀館在2024年5月6日凌晨被若干大漢持刀棍破壞，有江湖消息稱該事乃新義安所為。
勇武派組織「屠龍小隊」的前身Telegram私人群組「荃灣示威群組」於2019年8月25日荃葵青遊行舉行當日號召示威者「殺入」二陂坊，並破壞大陂坊與二陂坊等地由黑社會營運的店鋪，起因是其成員因上述白衣人施襲事件而感到非常憤怒，並在隨後以人肉搜索的方式發現與該事件相關的黑社會活躍於大陂坊與二陂坊一帶。該「殺入」二陂坊的行動被稱為「二陂坊事件」，並引來頗大的社會迴響、受媒體爭相報道，「荃灣示威群組」亦由此於行動當日決定更名為「屠龍小隊」。